# Убірія Вахтангі Шалвович
Вахтанг Шалвович Убірія (22 серпня 1950 року — 22 березня 2021) — український спортсмен, бізнесмен, політичний та державний діяч. Певний час відносився до кримінального світу.

## Біографія
Народився у місті Очамчира Абхазської РСР, нині Абхазія.
Свою юність провів у Києві. Зі школи захоплювався важкою атлетикою (штанга). Закінчив Київський технікум транспортного будівництва. Згодом будучи ветераном, брав участь у чемпіонатах України, Європи та світу з важкої атлетики; був президентом клубу ветеранів важкої атлетики. Тренувався у відомого важкоатлета Цезаря Весловуцького.
Після служби у Радянський армії працював майстром і старшим майстром у київському Автотранспортному підприємстві № 09104. А з 1989 року розпочав підприємницьку діяльність, відкривши й очоливши декілька кооперативів у Києві. У 1992 році завдяки зусиллям кримінального авторитета Семена Могилевича став співробітником державної адміністрації залізничного транспорту України — «Укрзалізниці», де займався закупками палива. Був уповноваженим представником «Укрзалізниці» у Чехословаччині, після чого перебував на керівних посадах в управлінні «Укрзалізницею».
У 1993 році Убірія став заступником голови ради акціонерів «Експрес-банку», створеного для управління фінансовими питаннями «Укрзалізниці». Відтак зайнявся партійною діяльністю і як один із партійних лідерів у 1994 році був запрошений до Сполучених Штатів Америки і став почесним громадянином міста Даллас і штату Вісконсин. Повернувшись в Україну, у 1998 році балотувався до Верховної Ради, але обраним до неї не був. Працював директором пляжу Київського комбінату благоустрою. У грудні цього ж року перебував на похоронах бізнесмена Михайла Токара, що був розстріляний у місті Ужгород.
У 2002 році Вахтанг Шалвович вступив в особистісні й ділові відносини з очільником Національного акціонерного товариства «Нафтогаз України» Юрієм Бойком. Вони стали головними виконавцями інтриги проти Могилевича з витіснення з бізнесу компанії «Ітера», що поставляла в Україну природний газ, а також була оператором з транзиту російського газу в Європу через територію України. Згодом він знову балотувався до Верховної Ради, і знову не пройшов до неї. У квітні 2005 року призначений заступником мера міста Одеса Едуарда Гурвіца, до того був його помічником у Верховній Раді.
В червні 2010 року, після інциденту, коли він погрожував журналістам пістолетом, вистреливши з нього у повітря, був узятий міліцією під варту; за його вчинок була відкрита кримінальна справа ч. 4 ст. 296 Кримінального Кодексу України (хуліганство). Убірія відразу ж після цього потрапив до лікарні з діагнозом серцева недостатність і підвищеним артеріальним тиском. 21 червня у ЗМІ з'явилися повідомлення про його смерть, але вони виявилися неправдивими.
У 2012 році Миколаївський районний суд Миколаївської області визнав Убірію винним у перешкоджанні журналістській діяльності, але виправдав за епізодом про хуліганство. Після цього достовірних відомостей про Убірія немає, але за деякими даними нині він перебуває в Ізраїлі.
Нагороджений грузинським орденом Честі.
У 2019 році балотувався в народні депутати по столичному округу № 222. Був помічником у народного депутата 9-го скликання Миколи Скорика.
Помер 22 березня 2021 року.